# Rockorama
Albums de Offenbach
Tonnedebrick
(1983) Le Dernier Show
(1986)
Singles
1. Seulement Qu'une Aventure/Coeur En Frimas (1985)
2. La Louve/Le Diable Vert (1985)modifier

Rockorama est le huitième et dernier album studio d'Offenbach, sorti en 1985. C'est le deuxième album du groupe à contenir un synthétiseur joué par le guitariste John McGale sur les trois premières chansons. Alors que le bassiste Breen Leboeuf joue une basse synthétiseur et que le batteur Pat Martel utilise une batterie électronique. Ce sera le dernier disque studio d'Offenbach avant la séparation. Par la suite, le chanteur claviériste Gerry Boulet a entrepris une carrière solo avant son décès le 18 juillet 1990, des suites d'un cancer. 

## Liste des titres
| No  | Titre                                                 | Durée |
| --- | ----------------------------------------------------- | ----- |
| 1.  | La Louve (Michel Rivard/John McGale)                  | 3:47  |
| 2.  | Seulement qu'une aventure (Michel Rivard/John McGale) | 4:16  |
| 3.  | Le Diable vert (Michel Rivard/John McGale)            | 3:02  |
| 4.  | Cœur en frimas (Jean-François Doré/Jean Gravel)       | 3:05  |
| 5.  | Taxi Rock & Roll (Pierre Huet/John McGale)            | 3:26  |
| 6.  | Le rock & roll veut ma peau (Marc Desjardins/)        | 3:31  |
| 7.  | Poursuivi (P: Michel Rivard)                          | 3:20  |
| 8.  | Blues en d'sous d'zéro (P: Michel Rivard/John McGale) | 3:13  |
| 9.  | Intoxiqué d'toi (P: Pat Martel)                       | 3:42  |
| 10. | L'Homme en blanc (Richard Desjardins/John McGale)     | 3:41  |
| 11. | Johnny Bizarre (P: Pierre Huet/Jean Gravel)           | 2:42  |

## Personnel
- Gérald Gerry Boulet : Chant, orgue, piano (5, 11)
- Jean Johnny Gravel : Guitare, chœurs
- John McGale : Guitare, saxophone, flûtes, chœurs, synthétiseur (1, 2, 3)
- Breen LeBoeuf : Basse, chant (1, 5, 7), chœurs,  basse synthétiseur (2, 5)
- Pat Martel : Batterie, batterie électronique (2)

## Production
- Réalisation : Offenbach
- Prise de son : Ian Terry assisté de Denis Barsalo
- Mixage : Ian Terry assisté de Denis Barsalo, John McGale et Offenbach
- Studio : studio Tempo, studio Multisons